# 王二万
王二万，元朝大德年间八番起事首领，桑柘（今贵州境内）人，今布依族的先民。
元成宗大德二年（1298年）四月，王二万与马虫等率領八番（罗番、程番、金石番、卧龙番、大小龙番、洪番、方番、韦番）起事，杀死巡检。联络三百余寨、七千余人，仡佬族民眾纷起响应，众人持竹契长刀抗击元军。湖广平章政事刘国杰率軍镇压，播州宣慰使杨汉英也進行招抚。大德四年（1300年），起事失败。